# Петравичюс, Деймантас
Деймантас Петравичюс (лит. Deimantas Petravičius; 2 сентября 1995, Вильнюс, Литва) — литовский футболист, полузащитник.

## Карьера

### Клубная
Взрослую карьеру начал в 2016 году в составе клуба «Ноттингем Форест».
В 2016 году стал игроком польского клуба «Заглембе» Любин.
В 2017 году перешёл в клуб «Мотеруэлл», за который провел 13 матчей в премьер-лиге Шотландии. В 2018 году перешёл в клуб второго дивизиона Шотландии «Фалкирк».
Летом 2019 года перешёл в казахстанский клуб «Окжетпес», провёл 5 матчей за полсезона. Весной 2020 года играл во втором дивизионе Шотландии за «Куин оф зе Саут», затем выступал в клубе четвёртого дивизиона Испании «Агилас».

### В сборной
18 ноября 2013 года дебютировал за национальную сборную Литвы в товарищеском матче против Молдовы.
Голы Деймантаса Петравичюса за сборную Литвы
| N  | Дата           | Место                                | Соперник | Гол | Результат | Соревнование                       |
| -- | -------------- | ------------------------------------ | -------- | --- | --------- | ---------------------------------- |
| 1. | 20 Ноября 2018 | Стадион «Партизана», Белград, Сербия | Сербия   | 1-2 | 1-4       | Лига наций УЕФА 2018/2019 (лига С) |